# Yevgueni Kuznetsov
Yevgueni Vladímirovich Kuznetsov –en ruso, Евгений Владимирович Кузнецов– (Stávropol, URSS, 12 de abril de 1990) es un deportista ruso que compite en saltos de trampolín.
Participó en tres Juegos Olímpicos de Verano, obteniendo una medalla de plata en Londres 2012, en la prueba sincronizada (junto con Ilia Zajarov), el cuarto lugar en Río de Janeiro 2016 (individual) y el quinto en Tokio 2020 (individual).
Ganó seis medallas en el Campeonato Mundial de Natación entre los años 2011 y 2017, y 24 medallas en el Campeonato Europeo de Natación entre los años 2010 y 2021.

## Palmarés internacional
| Juegos Olímpicos   | Juegos Olímpicos         | Juegos Olímpicos  | Juegos Olímpicos     |
| Año                | Lugar                    | Medalla           | Prueba               |
| ------------------ | ------------------------ | ----------------- | -------------------- |
| 2012               | Londres (Reino Unido)    | Medalla de plata  | Trampolín 3 m sincro |
| Campeonato Mundial |                          |                   |                      |
| Año                | Lugar                    | Medalla           | Prueba               |
| 2011               | Shanghái (China)         | Medalla de plata  | Trampolín 3 m sincro |
| 2011               | Shanghái (China)         | Medalla de bronce | Trampolín 3 m        |
| 2013               | Barcelona (España)       | Medalla de plata  | Trampolín 3 m        |
| 2013               | Barcelona (España)       | Medalla de plata  | Trampolín 3 m sincro |
| 2015               | Kazán (Rusia)            | Medalla de plata  | Trampolín 3 m sincro |
| 2017               | Budapest (Hungría)       | Medalla de oro    | Trampolín 3 m sincro |
| Campeonato Europeo |                          |                   |                      |
| Año                | Lugar                    | Medalla           | Prueba               |
| 2010               | Budapest (Hungría)       | Medalla de bronce | Trampolín 3 m        |
| 2011               | Turín (Italia)           | Medalla de oro    | Trampolín 1 m        |
| 2011               | Turín (Italia)           | Medalla de oro    | Trampolín 3 m sincro |
| 2011               | Turín (Italia)           | Medalla de bronce | Trampolín 3 m        |
| 2012               | Eindhoven (Países Bajos) | Medalla de oro    | Trampolín 3 m sincro |
| 2012               | Eindhoven (Países Bajos) | Medalla de plata  | Trampolín 1 m        |
| 2013               | Rostock (Alemania)       | Medalla de oro    | Trampolín 3 m sincro |
| 2013               | Rostock (Alemania)       | Medalla de plata  | Trampolín 3 m        |
| 2013               | Rostock (Alemania)       | Medalla de bronce | Equipo mixto         |
| 2014               | Berlín (Alemania)        | Medalla de oro    | Trampolín 3 m sincro |
| 2014               | Berlín (Alemania)        | Medalla de plata  | Trampolín 1 m        |
| 2015               | Rostock (Alemania)       | Medalla de oro    | Trampolín 3 m sincro |
| 2015               | Rostock (Alemania)       | Medalla de plata  | Trampolín 3 m        |
| 2016               | Londres (Reino Unido)    | Medalla de oro    | Trampolín 3 m        |
| 2016               | Londres (Reino Unido)    | Medalla de plata  | Trampolín 3 m sincro |
| 2017               | Kiev (Ucrania)           | Medalla de oro    | Trampolín 3 m sincro |
| 2018               | Glasgow (Reino Unido)    | Medalla de oro    | Trampolín 3 m sincro |
| 2018               | Glasgow (Reino Unido)    | Medalla de bronce | Trampolín 3 m        |
| 2018               | Glasgow (Reino Unido)    | Medalla de bronce | Equipo mixto         |
| 2019               | Kiev (Ucrania)           | Medalla de oro    | Trampolín 3 m        |
| 2019               | Kiev (Ucrania)           | Medalla de oro    | Trampolín 3 m sincro |
| 2021               | Budapest (Hungría)       | Medalla de oro    | Trampolín 3 m        |
| 2021               | Budapest (Hungría)       | Medalla de oro    | Equipo mixto         |
| 2021               | Budapest (Hungría)       | Medalla de plata  | Trampolín 3 m sincro |